# شناور حفاری

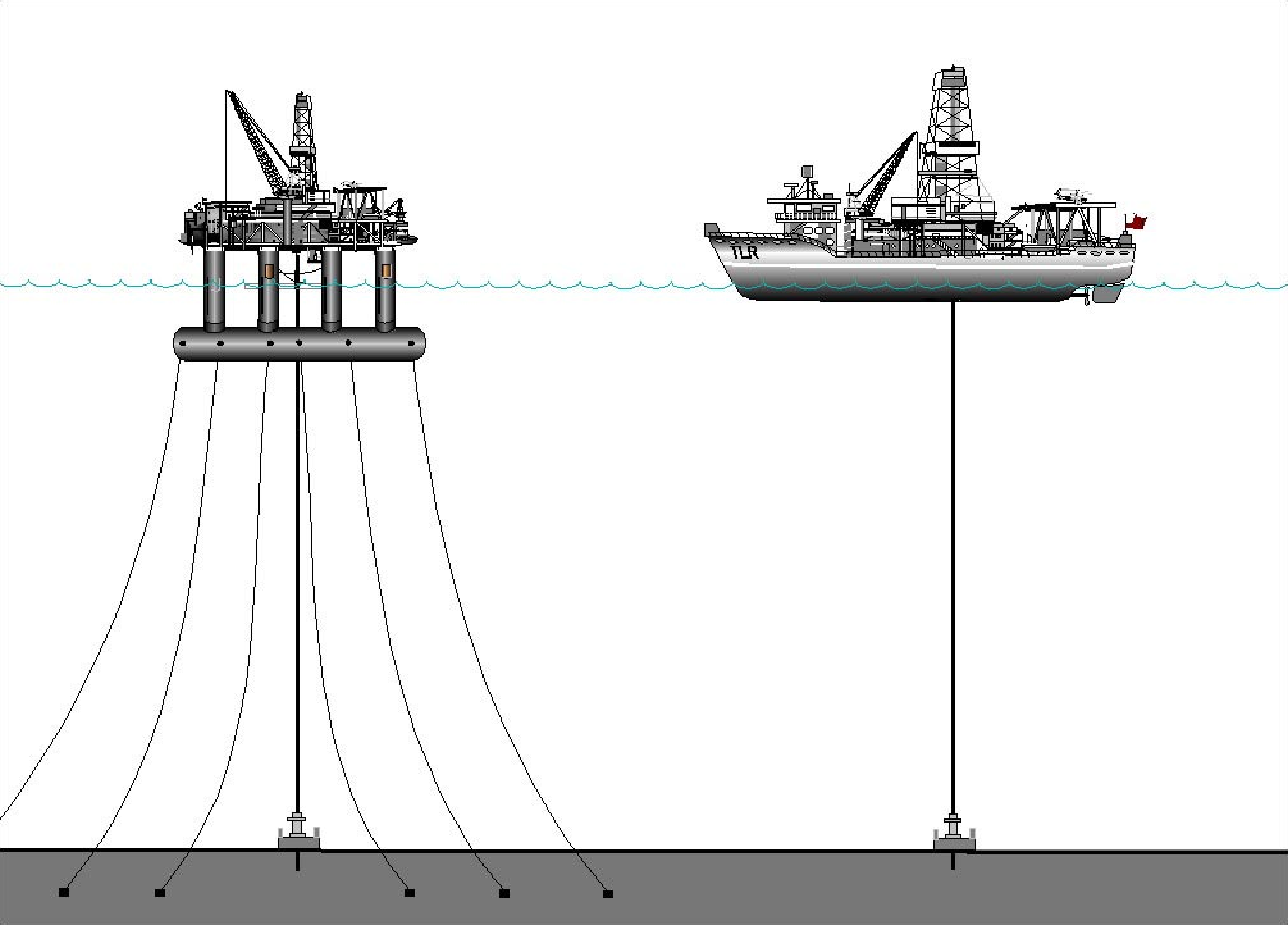
شناور حفاری در کنار یک سکوی نیمه‌شناور

شناور حفاری (انگلیسی: Drillship) یا دریل شیپ، گونه‌ای شناور یا کشتی تجاری است، که با هدف حفاری اکتشافی چاه‌های نفت و گاز در آب‌های عمیق، طراحی شده است. اغلب دریل شیپ‌ها مجهز به آخرین و پیشرفته‌ترین سیستم‌های موقعیت‌یاب پویا می‌باشند.